# Херрман, Петер
Петер Херрман (нем. Peter Herrmann; род. 25 января 1941, Берлин) — немецкий дзюдоист, многократный чемпион ФРГ, чемпион и призёр чемпионатов Европы, призёр чемпионатов мира. Выступал в полутяжёлой (до 93 кг) и абсолютной весовых категориях. Восемь раз становился чемпионом ФРГ (1962, 1964-1969 годы). Победитель и призёр международных турниров. Чемпион (1967, 1968), серебряный (1966) и бронзовый (1962, 1963) призёр чемпионатов Европы. Бронзовый призёр чемпионата мира 1967 года в Людвигсхафене.